# José Salomé Pina
José Salomé Pina (* 1830 in Mexiko-Stadt; † 7. Juni 1909 in Tacubaya) war ein mexikanischer Maler.

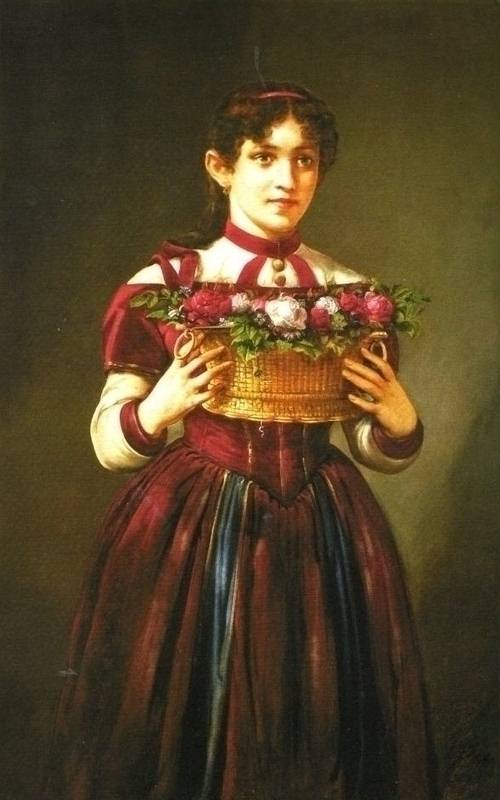
Niña con flores

## Biografie
Salomé Pina studierte in seiner Heimatstadt unter Pelegrín Clavé an der Academia de San Carlos. 1854 ging er als Stipendiat nach Rom. Nach einem kurzen Aufenthalt in Mexiko, ging er 1856 für mehrere Jahre nach Paris und dann für sieben Jahre nach Italien, um dort zu arbeiten und auszustellen. 1869 wurde er Clavés Nachfolger aus de Academia de San Carlos hervorgegangenen Escuela Nacional de Bellas Artes; Clavés hatte sich bereits zwei Jahre zuvor zur Ruhe gesetzt. In dieser Zeit ging er nach Spanien, wo er im Museo del Prado einige Werke kopierte. Es folgten weitere Arbeiten in Mexiko, darunter die Gestaltung des Colegiata de Guadalupe und eine Kopie des Porträts Hernán Cortés.